# Колонія (Цілком таємно)

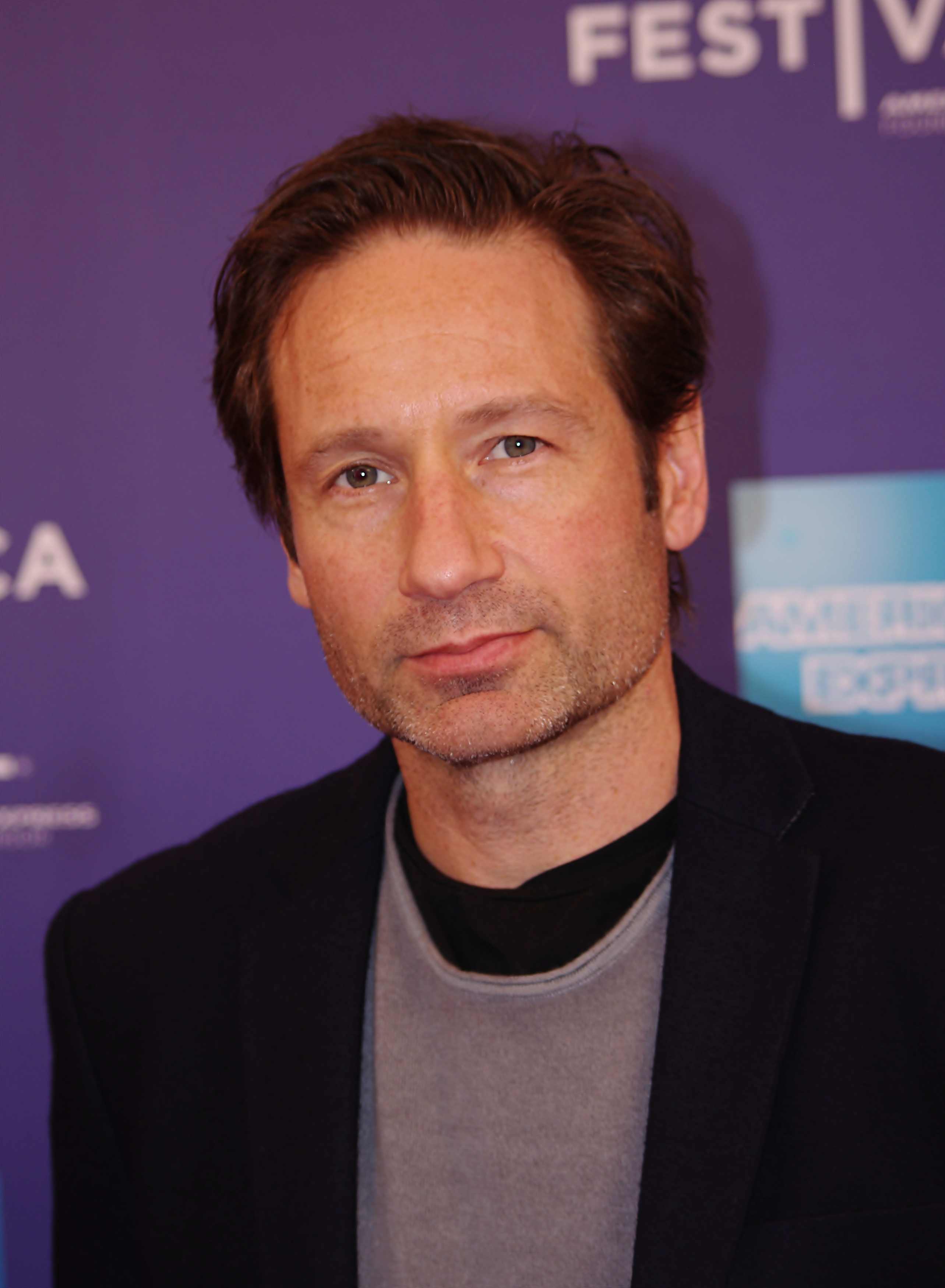

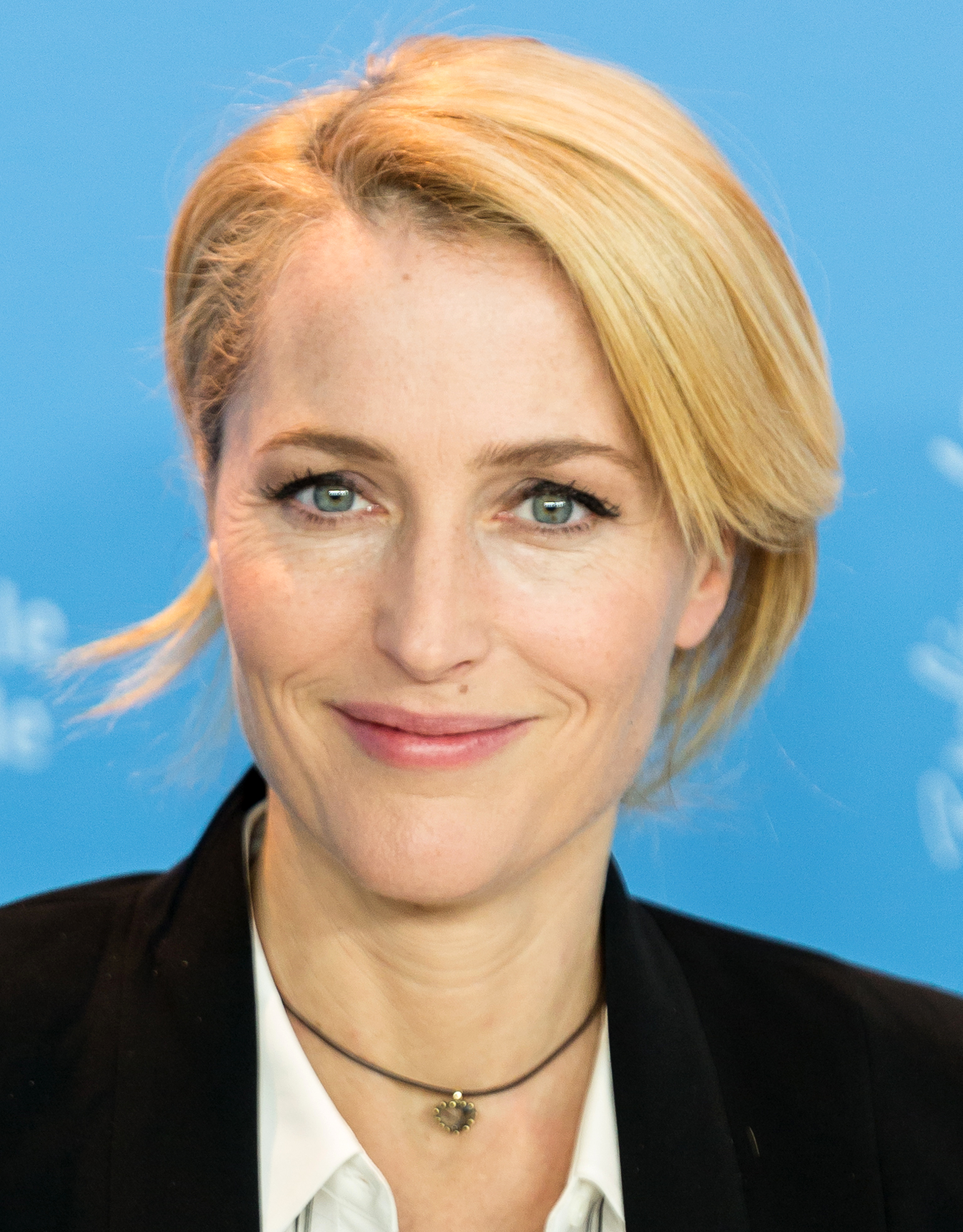

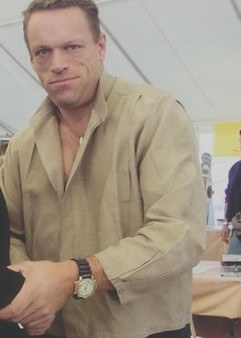

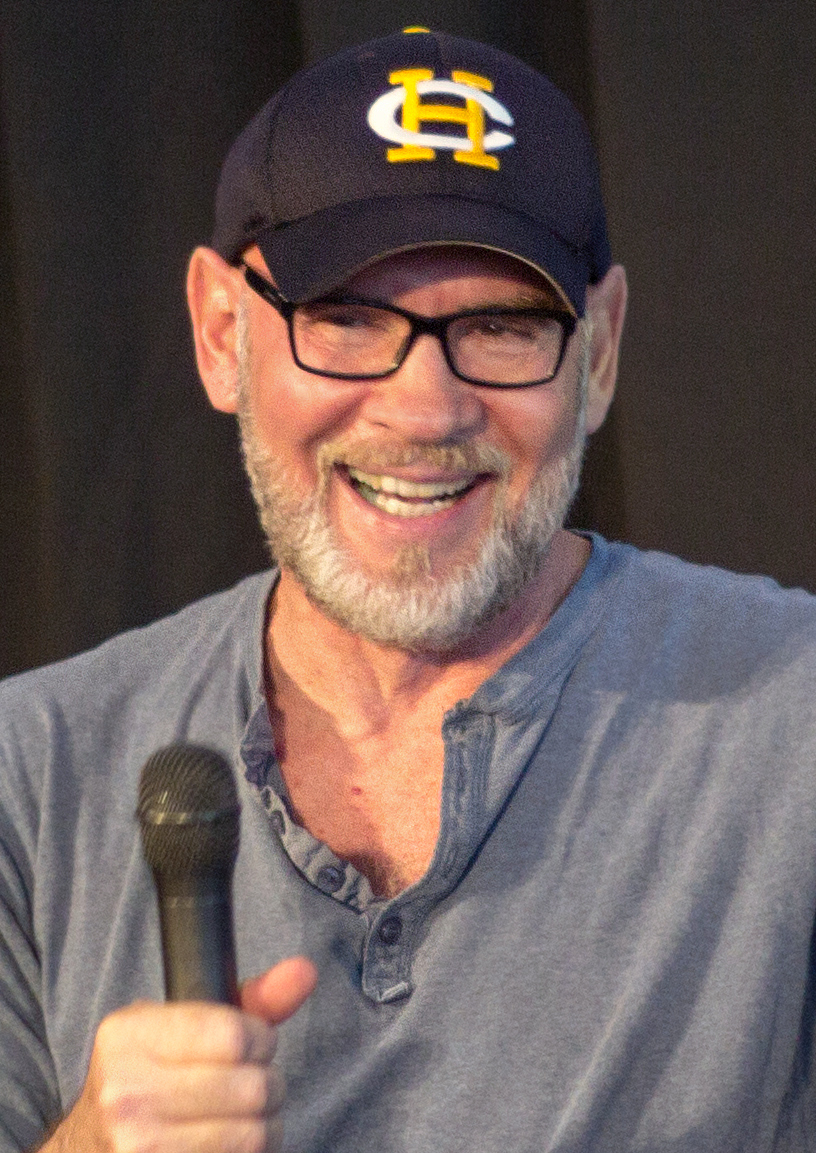

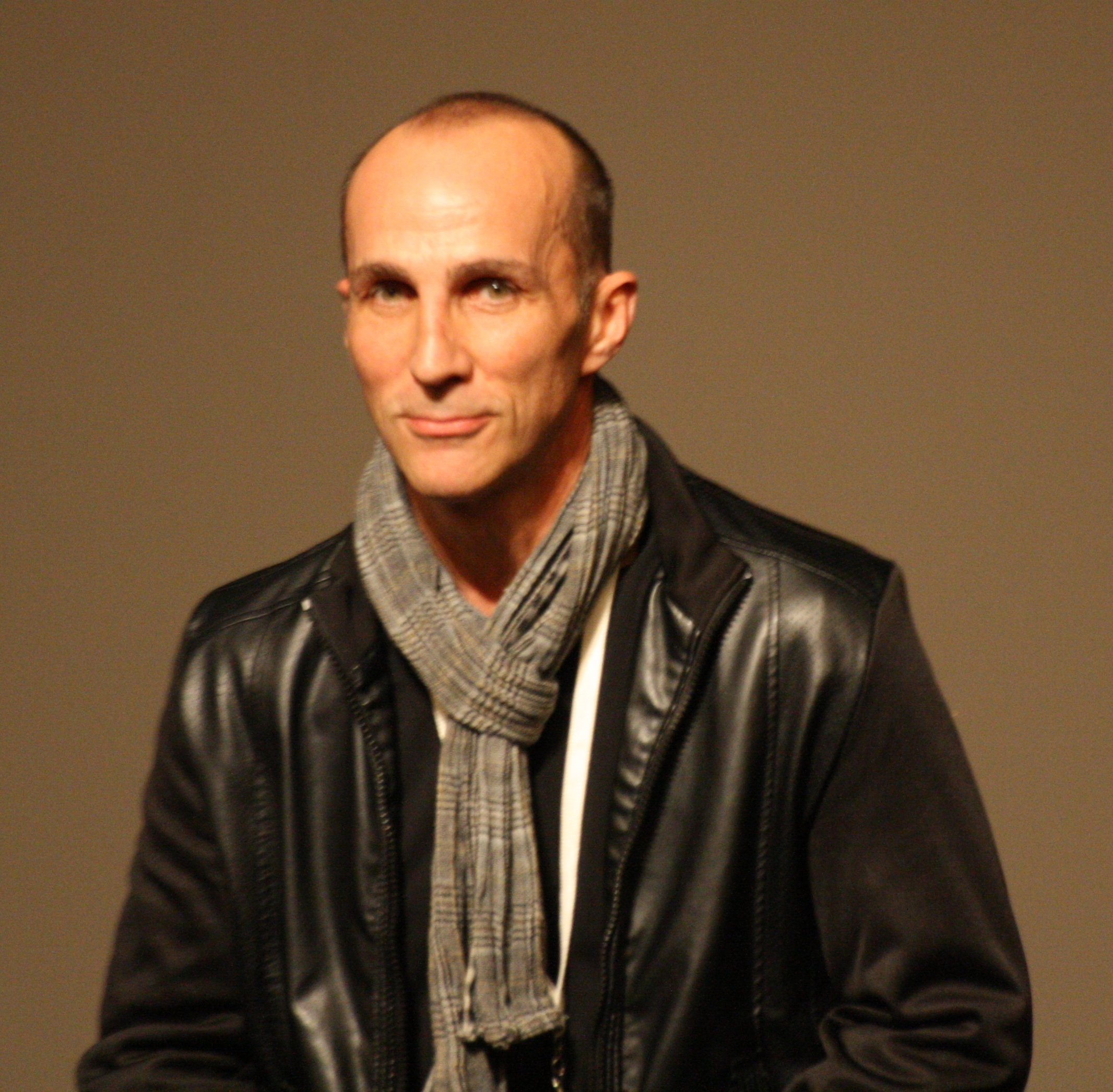

Колонія (англ. Colony) — шістнадцята частина другого сезону серіалу «Цілком таємно» («Секретні матеріали»).

## Зміст
Епізод починається «посередині»: Малдера рятувальники доправляють у відділення обморожень. Малдер переконаний що іншопланетяни вже колонізують Землю. Малдер лежить в лікарняному відсіку десь на просторах Арктики. Як тільки доктори починають занурювати його у ванну з водою, втручається Скаллі, яка стверджує, що тільки холод може врятувати життя її напарнику. Раптово на кардіомоніторі Малдера пропадає серцебиття.
За два тижні до того в морі Бофорта команда дослідницького корабля «Альта» помітила у небі вогник, який незабаром упав в море. Тіло, яке витягли з води, як з'ясувалося, належало іншопланетному мисливцеві. Двома днями пізніше мисливець прибуває в клініку абортів у Скрантоні (Пенсільванія) і когось розшукує та вбиває доктора, встромляючи в основу його шиї тонку голку, потім підпалює будинок і зникає. Малдер отримує електронний лист, в якому містяться некролог на смерть доктора, з інформацією по двох аналогічних смертях докторів (геть подібних між собою). Після розмови з отцем Сістраном — священником-противником абортів, який погрожував одному з лікарів, Малдер виявляє в газеті оголошення, за допомогою якого одна людина шукає іншого в Сіракузах (штат Нью-Йорк). Малдер знаходить певну закономірність у маршруті вбивств.
Малдер викликає агента Баррета Вайса і змушує його вирушити до будинку до одного з докторів у Сіракузах (штат Нью-Цорк), Аарона Бейкера. Коли Вайс приходить, то застає іншопланетного мисливця, який вбиває Бейкера. Тіло колоніста перетворюється на піну та розпливється. Вайс кидається на колоніста і стріляє в нього, але зелена кров Мисливця отруює Вайса. Прибулі Малдер і Скаллі зустрічають Вайса, який говорить їм, що вдома нікого не було. Коли агенти йдуть, виявляється, що справжній Вайс мертвий, а іншопланетний мисливець прийняв його зовнішність, лишивши тіло убитого в багажнику автівки.
Волтер Скіннер після повідомлення про смерть Вайса закриває справу. Малдер і Скаллі знаходять контакт іншого доктора, дуже схожого на Аарона Бейкера — Джеймса Дікенса. Вони зустрічаються з агентом ЦРУ Амброузом Чейпелом, який розповідає їм, що всі загиблі доктори є частиною російського генетичного експерименту під кодовою назвою «Грегор». Доктори, які були по суті клонами, були вбиті за угодою між урядом США і Росії. Агенти і Чейпел вирушають до Джерментауна (Мериленд) в будинок Дікенса, але коли лікар бачить агента ЦРУ, то вистрибує з вікна і тікає. Малдера в часі переслідування збиває автівка і він відстає. Усі троє переслідують втікача і Чейпел, який насправді є іншопланетним мисливцем, вбиває Дікенса на алеї. Скаллі прилучається надто пізно і не бачить вбивства, але звертає увагу на дивні сліди навколо останків Дікенса — калюжки їдкої зеленої рідини.
Скаллі розпитує Малдера про Чейпела, але Малдер, незважаючи ні на що, вірить агенту. Дейна проводить розтин тіла агента Вайса і виявляє, що його кров згорнулася, а кількість еритоцитів неймовірно висока і кров ніби спеклася. Малдер тим часом терміново викликаний додому Скіннером. Батько повідомляє Малдеру про дивну телефонну розмову тап просить приїхати. За адресою, яку Скаллі виявляє в сумці з дому Дікенса, знаходиться лабораторія, в якій Чейпел знищив все, що там знаходилося. Скаллі телефоном повідомляє Малеру про стеження за нею.
Малдер приїжджає в будинок свого батька, де зустрічає жінку, яка стверджує, ніби вона його сестра Саманта. Саманта переконує, що її повернули в дев'ятирічному віці — без пам'яті. Її ростило інше сімейне одружжя, а про викрадення вона змогла пригадати лише завдяки регресивному гіпнозу. Її ростило подружжя «лікарів». Вона розповідає Малдеру, що і іншопланетний мисливець, і клони насправді є прибульцями, і поки всі клони не будуть мертві, мисливець не зупиниться. А слідом він прийде за нею.
Тим часом щоб сховатися від агента Чейпела, Скаллі вирушає автобусом до готелю та повідомляє Малдеру про стеження за нею. Повернувшись в лабораторію вона виявляє ще чотирьох клонів, які стверджують, що вони — останні. Вона організовує їх переправлення в безпечне місце, але іншопланетний мисливець вистежує Скаллі — стежить з даху будинку.
Лікарів розмістили під захистом у федеральній в'язниці. Їх знаходить мисливець.
В номер готелю Дейни стукає Малдер, Скаллі впускає його і через мить їй дзвонить справжній Малдер.

| Актор             | Роль                     |
| ----------------- | ------------------------ |
| Девід Духовни     | Курець                   |
| Джилліан Андерсон | Дейна Скаллі             |
| Мітч Піледжі      | Волтер Скіннер           |
| Меган Літч        | Саманта Малдер           |
| Браян Томпсон     | іншопланетний мисливець  |
| Пітер Донат       | Вільям Малдер            |
| Ребекка Тулан     | Тіна Малдер              |
| Том Батлер        | агент ЦРУ Амброуз Чейпел |
| Майкл Роджерс     | перший член екіпажу      |